# 179P/Джедика
Комета Джедика 1 (179P/Jedicke) — короткопериодическая комета из семейства Юпитера, которая была обнаружена 9 января 1995 года американским астрономом Робертом Джедиком с помощью 0,9-метрового телескопа обсерватории Китт-Пик. Она была описана как диффузный объект 19,0 m звёздной величины с комой 17 " угловых секунд в поперечнике и ядерной конденсацией в центре магнитудой 20,9 m. Комета обладает довольно коротким периодом обращения вокруг Солнца — чуть более 14,3 года.

Орбита кометы Джедика 1 и её положение в Солнечной системе

Первая параболическая орбита была рассчитана 13 января 1995 года британским астрономом Брайаном Марсденом на основании 8 позиций, полученных с 8 по 10 января 1995 года, и определяла дату перигелия 13 января 1995 года. К 24 января, на основании 14 позиций, была готова эллиптическая орбита данного тела, согласно которой комета должна была пройти перигелий 20 марта и иметь период обращения 14,38 года. К 27 мая было накоплено 76 позиций кометы, которые побудили вновь пересчитать её орбиту, в результате чего дата перигелия была сдвинута на 17 августа. Как показали дальнейшие наблюдения кометы во время её возвращения 2006 году, этот расчёт был наиболее близок к реальности.
Из-за большой удалённости яркость кометы в январе колебалась в районе 18,3 — 18,6 m и в последующие месяцы только снижалась. В последний раз наблюдалась 21 января 1996 года астрономами в обсерватории Китт-Пик с магнитудой 22,6 m. Комета была восстановлена 22 октября 2006 года американским астрономом Джеймсом Скотти с магнитудой 20,7 m.

## Сближения с планетами
В XXI веке комета лишь однажды сблизится с Юпитером на расстояние менее 1 а. е. 
- 0,49 а. е. от Юпитера 8 июля 2038 года.